# 한규원
한규원(1986년 7월 21일~)은 대한민국의 배우이자 연극인이다.

## 출연 작품

### 드라마
- 《멈추지 마》 (2015년, 웹드라마) - 수류탄 역
- 《손 꼭 잡고, 지는 석양을 바라보자》 (2018년, MBC) - 배희준 역
- 《손 the guest》 (2018년, OCN) - 종진 역 ... <화평이 삼촌》
- 《달리는 조사관》 (2019년, OCN) - 윤주강 형사 역 ep. 3-4
- 《자백》 (2019년, tvN) -
- 《사생활》 (2020년, JTBC) - 박총무 역
- 《본 대로 말하라》 (2020년, OCN) -
- 《루카:더 비기닝》 (2021년, tvN) - 김진수 역
- 《드라마 스테이지 : 박성실씨의 사차산업혁명》 (2021년, tvN) - 최 이사 역 ... ep.4
- 《킹덤: 아신전》 (2021년, 넷플릭스) - 착호백성 2 역
- 《조선 구마사》 (2021년, SBS) - 홍민재 역
- 《한 사람만》 (2022년, JTBC) - 오영찬 역
- 《인사이더》 (2022년, JTBC) - 엄익수 역
- 《신병》 (2022년, ENA) - 나윤철 역
- 《낭만닥터 김사부 3》 (2023년, SBS) - 염정도 역 ep. 14-15
- 《넘버스 : 빌딩숲의 감시자들》 (2023년, MBC) - 김종옥 역
- 《소방서 옆 경찰서 그리고 국과수》 (2023년, SBS) - 한윤재 역
- 《도적: 칼의 소리》 (2023년, 넷플릭스) - 장기룡 역
- 《경성크리처》 (2023년, 넷플릭스) - 헌병 상등병 역
- 《닥터 슬럼프》 (2024년, JTBC) - 곽재영 역 ... ep.9 특별출연
- 《비밀은 없어》 (2024년, JTBC) - 성진 역 ... ep 3 특별출연
- 《손해 보기 싫어서》 (2024년, tvN) - 강시호 부 역
- 《좋거나 나쁜 동재》 (2024년, tvN) - 최한민 역
- 《굿보이》 (2025년, JTBC) - 안대용 역

### 영화
- 2015년 영화 《카프카》
- 2015년 영화 《멈추지 마》 ... 수류탄 역
- 2015년 영화 《살인재능》 ... 건달 2 역
- 2016년 영화 《고산자, 대동여지도》 ... 천주교집회장 장정 1 역
- 2017년 영화 《석조저택 살인사건》 ... 법정 방청객 역
- 2017년 영화 《별점테러》 (단편영화)
- 2017년 영화 《기쁜 우리 젊은 밤》 (단편영화)
- 2017년 영화 《허도령》 (단편영화)
- 2019년 영화 《비스트》 ... 형사 2팀 2 역
- 2021년 영화 《인질》 ... 광역수사대 장 형사 역
- 2021년 영화 《에덴의 남쪽》 (독립장편)
- 2022년 영화 《특송》 ... 이도영 역
- 2023년 영화 《범죄도시 3》 ... 김용국 역 (인간말종 4. 3편의 메인 빌런의 오른팔 1이자 부패 경찰의 중간 보스. 주성철의 오른팔, 천만영화)
- 2023년 영화 《서울의 봄》 ... 총리공관 손규원 대위 역 (천만영화)

### 연극
- 2014년 연극 《바람직한 청소년》
- 2014년 연극 《그림자 아이》
- 2015년 연극 《바람직한 청소년》
- 2016년 연극 《레알 솔루트》 ... 강달구 역
- 2017년 연극 《한 여름밤의 꿈》 ... 보톰 역
- 2017년 연극 《꽃은 사절합니다》

### 뮤지컬
- 2006년 뮤지컬 《화성에서 꿈꾸다》
- 2006년 뮤지컬 《아름다운 세상을 위하여》
- 2012년 뮤지컬 《셜록홈즈》 ... 슬레이니 역
- 2012년 뮤지컬 《셜록홈즈》(부산) ... 슬레이니 역
- 2012년 뮤지컬 《셜록홈즈》 ... 슬레이니 역
- 2013년 뮤지컬 《셜록홈즈》(인천) ... 슬레이니 역
- 2013년 뮤지컬 《셜록홈즈》(대구) ... 슬레이니 역
- 2013년 뮤지컬 《셜록홈즈》(청주) ... 슬레이니 역
- 2013년 뮤지컬 《셜록홈즈》(목포) ... 슬레이니 역
- 2014년 뮤지컬 《셜록홈즈 2》
- 2014년 ~ 2015년 뮤지컬 《셜록홈즈》

### CF
- 2017년 CF 《CJ 제일제당 - 정면승부 철판볶음면》
- 2017년 CF 《CJ 제일제당 - 정면승부 정통중화짜장면》
- 2017년 CF 《CJ 제일제당 - 정면승부 얼큰육개장면》